# Julius Christoph Neuner

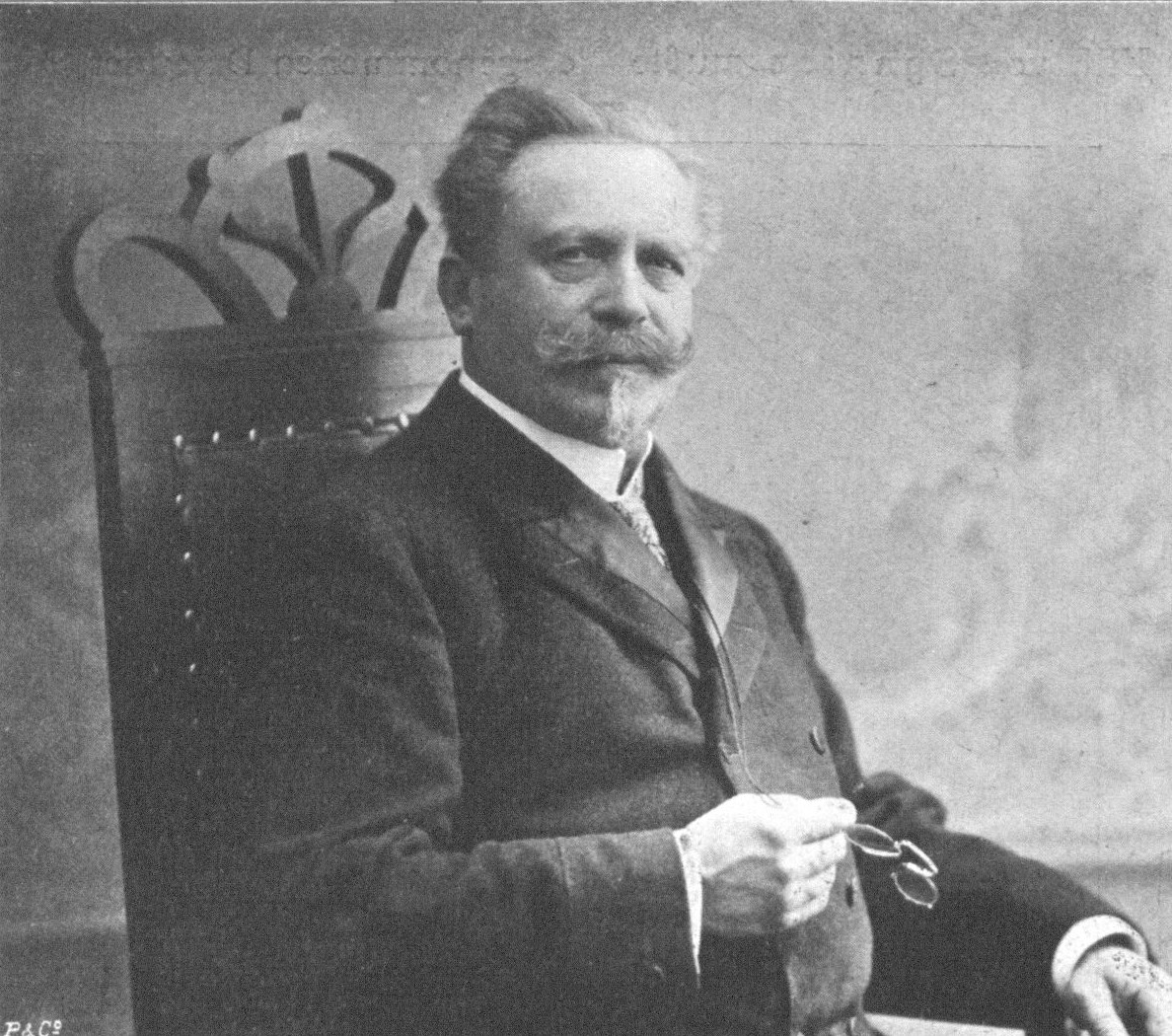
Julius Christoph Neuner um 1907

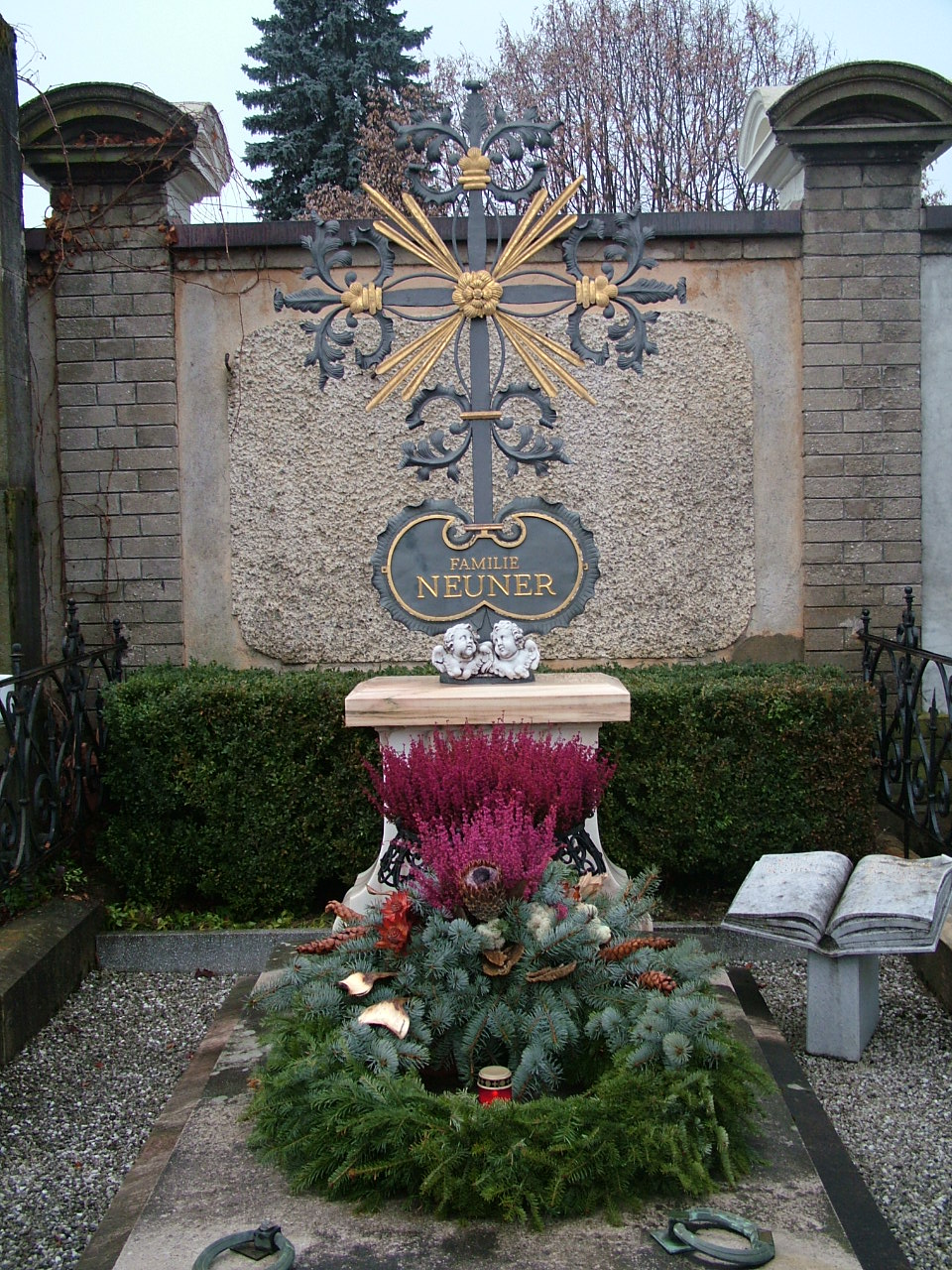
Grabstätte der Familie Neuner in Annabichl

Julius Christoph Neuner (* 24. Juli 1838 in Klagenfurt; † 27. Dezember 1910 ebenda) war ein österreichischer Industrieller, Politiker und Bürgermeister der Landeshauptstadt Klagenfurt.

## Biographie
Er wurde als Sohn von Christof Neuner dem Jüngeren, Gemeinderat und Inhaber einer Lederwarenfabrik und Gerberei, geboren. Sein Großvater wanderte als Handwerksgeselle im Jahr 1792 aus Oberfranken nach Kärnten, um in der Klagenfurter Innenstadt eine Riemermeisterstelle zu übernehmen. Der Betrieb erweiterte sich rasch, und im Jahr 1853 konnte in der St. Veiter Straße die neue Fabrik eröffnet werden.
Die Familie war sehr sparsam und pflegte eine strenge Arbeitsdisziplin, die sie auch von den Mitarbeitern forderte. So initiierte der Vater von Julius Christoph Neuner bereits im Jahr 1861 eine Betriebssparkasse. Unter der Leitung des Sohns wurde die Lederwarenfabrik Neuner zu einem der größten Zulieferbetriebe des k.u.k. Heeres.
Die größten Verdienste erwarb sich Julius Christoph Neuner jedoch in der Politik. Ab dem Jahr 1882 war er im Gemeinderat von Klagenfurt vertreten, im Jahr 1892 wurde er Bürgermeisterstellvertreter. Von April 1896 bis Mai 1909 war er – mit einem Jahr Unterbrechung – Bürgermeister der Landeshauptstadt. Ihm werden viele Fortschritte der aufblühenden Stadt zugeschrieben: Errichtung von Kasernen und Schulen, die Elektrifizierung der Stadt und die Entstehung der Freiwilligen Feuerwehr. In seiner Amtszeit baute Thomas Bohrer in Klagenfurt das erste Automobil in den österreichischen Alpenländern, der Zentralfriedhof Annabichl wird 1901 eröffnet (jedoch wegen diverser Differenz erst 1906 eingeweiht), 1904 entsteht das erste Gewerbeförderungsinstitut der Monarchie, und mit Arnold Riese zog erstmals ein Sozialdemokrat in den Klagenfurter Landtag ein. 1906 wird die Karawankenbahn eröffnet, und im selben Jahr errichtet das Königreich Italien als erste ausländische Nation eine diplomatische Vertretung in Klagenfurt. 1908 wurde mit dem Bau eines neuen Stadttheaters begonnen, und im selben Jahr wurde das erste Kino der Stadt eröffnet. Neuner nahm als Förderer verschiedener kultureller Einrichtungen auch großen Anteil am öffentlichen Leben. In den Jahren 1903 bis 1908 war er auch Abgeordneter zum Kärntner Landtag.
Bis zu seinem Tod im Jahr 1910 konnte er dadurch verschiedene Ehrungen entgegennehmen: Ernennung zum Kaiserlichen Rat, Offizier des Franz-Joseph-Ordens und Ehrenbürger der Stadt Klagenfurt.
Nach seinem Tod blieb die Lederfabrik weiterhin erfolgreich im Besitz der Familie. Bereits im letzten Jahr des Ersten Weltkriegs wurde der Betrieb auf Schuherzeugung umgestellt, da wegen des Aufkommens von Autos der Bedarf an Sattlerwaren und Pferdegeschirr stark zurückging. Im Jahr 1922 wurde neben der ehemaligen Tuchfabrik „An der Walk“ eine neue Fabrik mit einer Fläche von 120.000 m² errichtet. Ab 1950 wurden weitere Standorte eröffnet, über 500 Angestellte produzierten damals mehr als 300.000 Paar Schuhe pro Jahr. In den frühen 1960er Jahren konnte mit einer neuen Fabrik im Süden Klagenfurts sogar eine Jahresproduktion von 800.000 Paar Schuhen erreicht werden, die Produktion ging dann jedoch drastisch zurück. Heute ist von der Lederdynastie Neuner bis auf ein Schuhgeschäft fast nichts mehr vorhanden. Auch das reizvolle Fabrikgebäude aus dem 19. Jahrhundert, das lange das Ortsbild am St. Veiter Ring prägte und bis zuletzt als „Neuner-Haus“ bekannt war, wurde zur Errichtung des umstrittenen Einkaufszentrums „City-Arkaden“ im Jahr 2005 abgerissen.
Neuner starb 1910 in Klagenfurt und wurde auf dem Zentralfriedhof Annabichl in der Mauergruft 36 beigesetzt.

## Belege
- Eduard Skudnigg: Die freigewählten Bürgermeister von Klagenfurt. In: Gotbert Moro (Hrsg.): Die Landeshauptstadt Klagenfurt. Aus ihrer Vergangenheit und Gegenwart. Band 2. Klagenfurt 1970, S. 311 f.
- Bürgermeister seit 1850 auf der Website der Stadt Klagenfurt

| Vorgänger           | Amt                                    | Nachfolger          |
| ------------------- | -------------------------------------- | ------------------- |
| Friedrich Posch     | Bürgermeister von Klagenfurt 1896–1905 | Johann Franz Suppan |
| Johann Franz Suppan | Bürgermeister von Klagenfurt 1906–1909 | Gustav von Metnitz  |

| Personendaten    | Personendaten                                                      |
| ---------------- | ------------------------------------------------------------------ |
| NAME             | Neuner, Julius Christoph                                           |
| KURZBESCHREIBUNG | österreichischer Industrieller und Politiker, Landtagsabgeordneter |
| GEBURTSDATUM     | 24. Juli 1838                                                      |
| GEBURTSORT       | Klagenfurt                                                         |
| STERBEDATUM      | 27. Dezember 1910                                                  |
| STERBEORT        | Klagenfurt                                                         |